# Tessy-sur-Vire
Tessy-sur-Vire is een plaats en voormalige gemeente in het Franse departement Manche in de regio Normandië en telt 1474 inwoners (2005). De plaats maakt deel uit van het arrondissement Saint-Lô.

## Geschiedenis
Tessy-sur-Vire was de hoofdplaats van het gelijknamige kanton tot dat op 22 maart 2015 werd samengevoegd met het kanton Torigni-sur-Vire tot het kanton Condé-sur-Vire. Op 1 januari 2016 fuseerde de gemeente met Fervaches tot de commune nouvelle Tessy-Bocage, waarvan Tessy-sur-Vire de hoofdplaats werd.

## Geografie
De oppervlakte van Tessy-sur-Vire bedraagt 15,9 vierkante kilometer; Op 1 januari 2018 was de bevolkingsdichtheid 89,6 inwoners per km².
De onderstaande kaart toont de ligging van Tessy-sur-Vire met de belangrijkste infrastructuur en aangrenzende gemeenten.

## Demografie
Onderstaande figuur toont het verloop van het inwonertal.
Fervaches · Pleines-Œuvres · Pont-Farcy · Tessy-sur-Vire